# Aristostomias grimaldii
Aristostomias grimaldii — вид голкоротоподібних риб родини Стомієві (Stomiidae).

## Опис
Тіло сягає 18,2 см завдовжки.

## Поширення
Морський, батипелагічний вид, що населяє тропічні води всіх океанів на глибині 25-800 м.